# カイロ航空

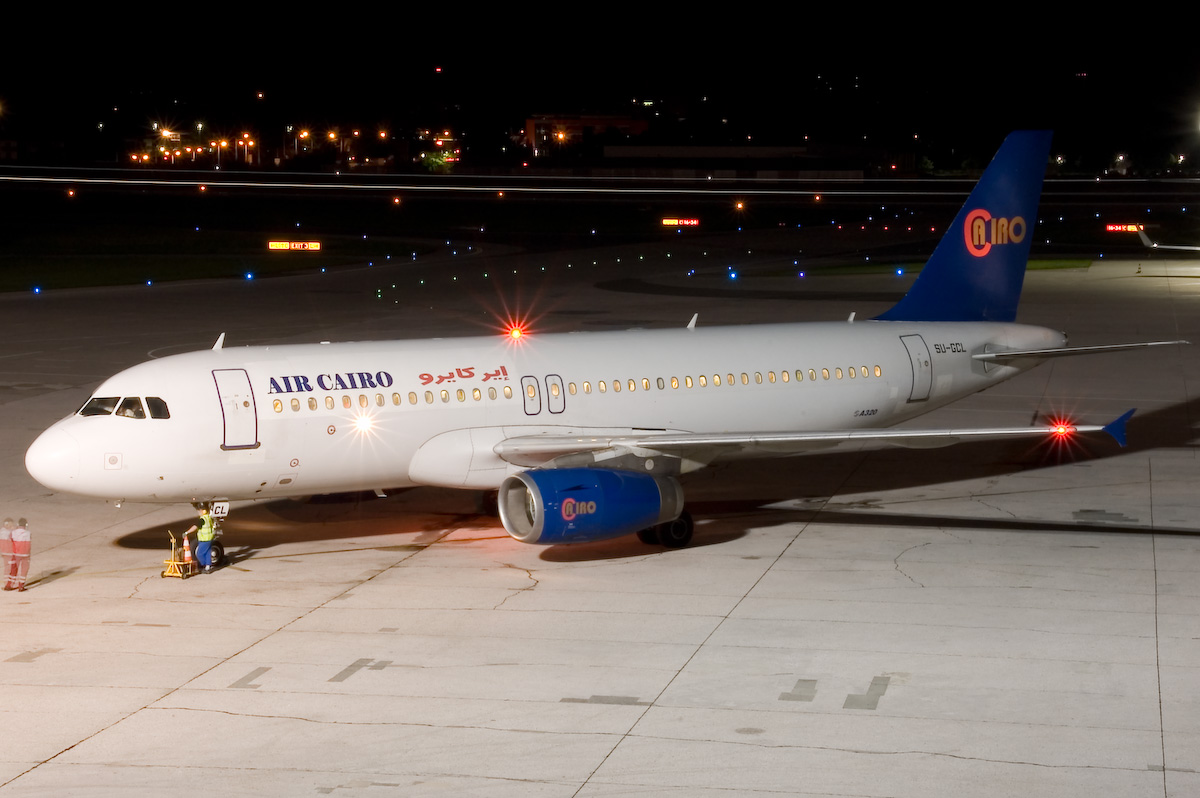
カイロ航空のA320

カイロ航空またはエア・カイロ（Air Cairo、アラビア語: آير كايرو）はカイロを本拠地とする格安航空会社。2003年にエジプト航空の子会社となった。アラブ航空会社機構加盟航空会社の一つ。
2008年7月現在、5機のエアバスA320-200型機によって、カイロとヨーロッパ、北アフリカ各地を結ぶ格安航空会社としての料金設定でチャーター便を運航している。